# Josep Caixés Gilabert
Josep Caixés Gilabert (Reus, 1886 - 1954) fue un político español. Profesor y un físico y químico, ocupó la alcaldía de Reus en 1930.

## Biografía
Caixés realizó sus primeros estudios en Reus. Estudió Química y más tarde Ciencias Físicas en la Universidad de Barcelona. Nombrado catedrático de Instituto, ejerció por primera vez en la Escuela Superior de Industrias de Villanueva y Geltrú, y más tarde en Madrid y en Mallorca. En 1914 obtuvo la cátedra de Agricultura en el Instituto de Reus, donde permaneció hasta su muerte, exceptuando el período de guerra. Desde 1922 fue concejal del Ayuntamiento, hasta 1930. En 1925 fue nombrado director del Instituto, antiguo convento de Sant Francesc. En noviembre de 1930 fue designado alcalde de Reus, después de un periodo confuso, cuando el alcalde Tomàs Piñol fue cesado en mayo de aquel año y nombrado en su lugar Ramon Salvat Siré, que, junto con Josep Simó y Bofarull, nombrado primer teniente de alcalde, dimitió inmediatamente después de tomar posesión. Para sustituirlo, fue nombrado Pau Aymat, el cual se desentendió del gobierno de la ciudad. Finalmente Caixés tomó posesión de la alcaldía antes de acabar el año. Gobernó en minoría y destituido al advenimiento de la República, pero continuó como concejal de la Lliga Regionalista hasta el 1934. El 1930 fue nombrado también director de la Escuela del Trabajo, que había impulsado junto con otros. Hombre de derechas, apoya a los fascistas en 1936 y se desplazó en la zona franquista, donde fue nombrado director del Instituto de Burgos. Al acabar la guerra fue miembro de la comisión gestora del Ayuntamiento del nuevo régimen, con el alcalde José Mª Fernández de Velasco, hasta 1940, cuando recuperó su cargo de director del Instituto, y donde dirigía la revista estudiantil Ecos, de contenido ultra católico. También fue presidente del Centro de Lectura el 1922-1923. Impulsó la construcción de un colegio residencia junto a la ermita de Roser el 1933, pero murió el día antes de la puesta de la primera piedra el 1954. Colaboró a publicaciones locales, como por ejemplo Diario de Reus, Bachiller, Aulas y Revista del Centro de Lectura y fue presidente de la Asociación de la Prensa. Tenía la Cruz de Alfonso X el Sabio.
La ciudad de Reus le ha dedicado una calle.